# وقت السلام
وقت السلام أو وقت السلم أو زمن السلام أو زمن السلم هو مصطلح سياسي يستخدم للتمييز بين فترة السلام والحرب ويدل على فترة تخلو منها الصارعات بين جهتين أو أكثر، ويستخدم هذا المصطلح أساسا في الشؤون العسكرية وتطبيق الصلاحيات الإدارية الخاصة مثل حالة الطوارئ.
وغالبا ما ينطوي على الفرق بين الظروف الحرب ووقت السلام بوجود دولة القانون والديمقراطية.
قد تستخدم السفن الحربية والوحدات المسلحة الأخرى في أغراض أخرى في وقت السلام.

## الأمثلة
يكثر استخدام هذا المصطلح في الدول الأوروبية التي شاركت الصراع المسلح منتظم منذ الحرب العالمية الثانية والحرب الباردة التي تلك الحرب، للدلالة على السلام في أوروبا.
وتعد فترة ما بعد الحرب العالمية الثانية فترة سلام بين غرب أوروبا والولايات المتحدة.